# Stara Zagora (stad)
Stara Zagora (Bulgaars: Стара Загора, Turks: Eski Zağra) is een stad in het centrale zuiden van Bulgarije. Het is tevens de hoofdstad van de gelijknamige gemeente en de gelijknamige oblast. De inwoners van Stara Zagora worden Starozagortsi (Старозагорци) genoemd in de volksmond.
De stad staat bekend als een belangrijk economisch centrum en als vervoersknooppunt, waar de belangrijkste Bulgaarse spoorwegen bij elkaar komen. Tevens staat Stara Zagora bekend als de stad van de rechte straten, lindebomen en dichters. Volgens de plaatselijke kamer van koophandel is het, met een ouderdom van ten minste 8000 jaar, een van de oudste nederzettingen in Europa.

## Geografie
Stara Zagora ligt in het Bulgaarse deel van de historische regio Thracië, aan de rivier de Bedetsjka, op een hoogte van 196 meter.
De stad heeft een landklimaat, met echter een belangrijke subtropische invloed. De gemiddelde temperatuur is 12,5 °C.

## Geschiedenis

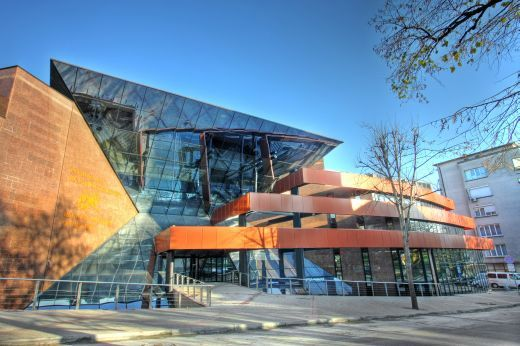
Het Historisch Museum van Stara Zagora

Stara Zagora wordt beschouwd als een van de oudste nederzettingen van Bulgarije en Zuidoost-Europa. De stad werd in het zesde tot vijfde millennium v.Chr. onder de naam Beroe (wat "ijzer" betekent) door de Thraciërs gesticht. De huizen uit de steentijd en de kopermijn in de buurt van de stad staan bekend als de oudst bewaarde in hun soort van Europa. Het gebied is sinds de oudheid al een mijngebied (zink en tin). Tevens was het door het goede klimaat goed geschikt voor landbouw.
In de Romeinse tijd kreeg de stad ter ere van keizer Trajanus de naam Augusta Trajana. De nederzetting werd flink uitgebreid en werd een bloeiende welvarende stad. Dankzij haar ligging op een kruispunt van vele handelswegen kreeg de stad een kosmopolitisch karakter.
Tijdens het Byzantijnse Rijk kreeg het ter ere van de Byzantijnse keizerin Irene de naam Irinipolis. Uit angst voor aanvallen van de Bulgaren, werden in die tijd de versterkingen rond de stad opnieuw aangelegd. Irinopolis en de hele regio Zagore werd echter, als waardering voor de Bulgaarse hulp tijdens het Arabische beleg van Constantinopel, in 717 als een Byzantijnse gift, onder het bewind van kan Tervel een deel van Bulgarije. De regio werd daarmee het eerste Bulgaarse gebied ten zuiden van het Balkangebergte. Vanaf dat moment heette de stad Boruy.
Stara Zagora werd in 1371 veroverd door de Ottomaanse Turken. In 1840 werd er een school gebouwd en in 1854 werd de naam veranderd in Zjeleznik (een Slavische vertaling van Beroe), in plaats van het Turkse Eskizağra. In 1870 werd de naam echter opnieuw veranderd, ditmaal in het huidige Stara Zagora. Na de onafhankelijkheid van een groot deel van Bulgarije werd de stad aanvankelijk onderdeel van het autonome Oost-Roemelië, totdat in 1886 de twee Bulgaarse staten de facto werden samengevoegd.

## Bevolking
Op 31 december 2019 telde de gemeente Stara Zagora 155.426 inwoners, waarvan 134.734 personen in de stad Stara Zagora en 20.700 personen verspreid over vijftig dorpen op het platteland. Vier dorpen hebben meer dan duizend inwoners: Chrisjteni (1.680), Bogomilovo (1.444), Dalbolki (1.444) en Chan Asparoechovo (1.232).
| stad Stara Zagora     | 16.039   | 22.003   | 29.825 | 38.325 | 55.094 | 88.857  | 122.454 | 151.163 | 150.451 | 143.420 | 138.272 | 134.734 |
| gemeente Stara Zagora | onbekend | onbekend | 77.480 | 84.926 | 97.710 | 123.936 | 153.664 | 176.861 | 175.451 | 167.661 | 160.108 | 155.426 |

De gemeente Stara Zagora is in een rap tempo aan het urbaniseren. In 2019 woonde bijna 87% van de bevolking in de stad Stara Zagora, terwijl dit percentage in 1934 slechts 38% bedroeg. Het inwonersaantal bereikte in de periode 1989-90 een hoogtepunt met ruim 160.000 inwoners. Sindsdien daalt het inwonersaantal continu, als gevolg van een combinatie van denataliteit en hogere emigratiecijfers. 

#### Etniciteit
De stad Stara Zagora zelf wordt volgens de volkstelling van 2011 voornamelijk bewoond door etnische Bulgaren (93,2%), gevolgd door een grote groep Roma (4,2%) en Bulgaarse Turken (1,6%).
Ook in de gemeente Stara Zagora wonen voornamelijk Bulgaren (91,3%). De Roma vormen 5,8% van de bevolking van de gemeente. Zij wonen vooral in een aantal dorpen op het platteland, zoals Kalitinovo (53%), Bratja Koentsjevi (48%), Dalbolki (44%) of Chrisjteni (36%). De Bulgaarse Turken vormen 1,9% van de bevolking van de gemeente Stara Zagora en wonen uitsluitend in het dorp Chan Asparoechovo (59% van de inwoners)

#### Religie
In de meest recente volkstelling van februari 2011 was het invullen van een geloofsovertuiging optioneel. De meeste respondenten identificeerden zichzelf met de Bulgaars-Orthodoxe Kerk, namelijk 84% van de bevolking. Er leeft een groeiende gemeenschap van protestanten (2%), voornamelijk onder de etnische Roma. Ongeveer 1% is islamitisch en zo'n 5% is ongodsdienstig.

## Bezienswaardigheden
- Het antieke forum
- De Thracische tombe
- De Romeinse badhuizen
- Het park Ayazmoto

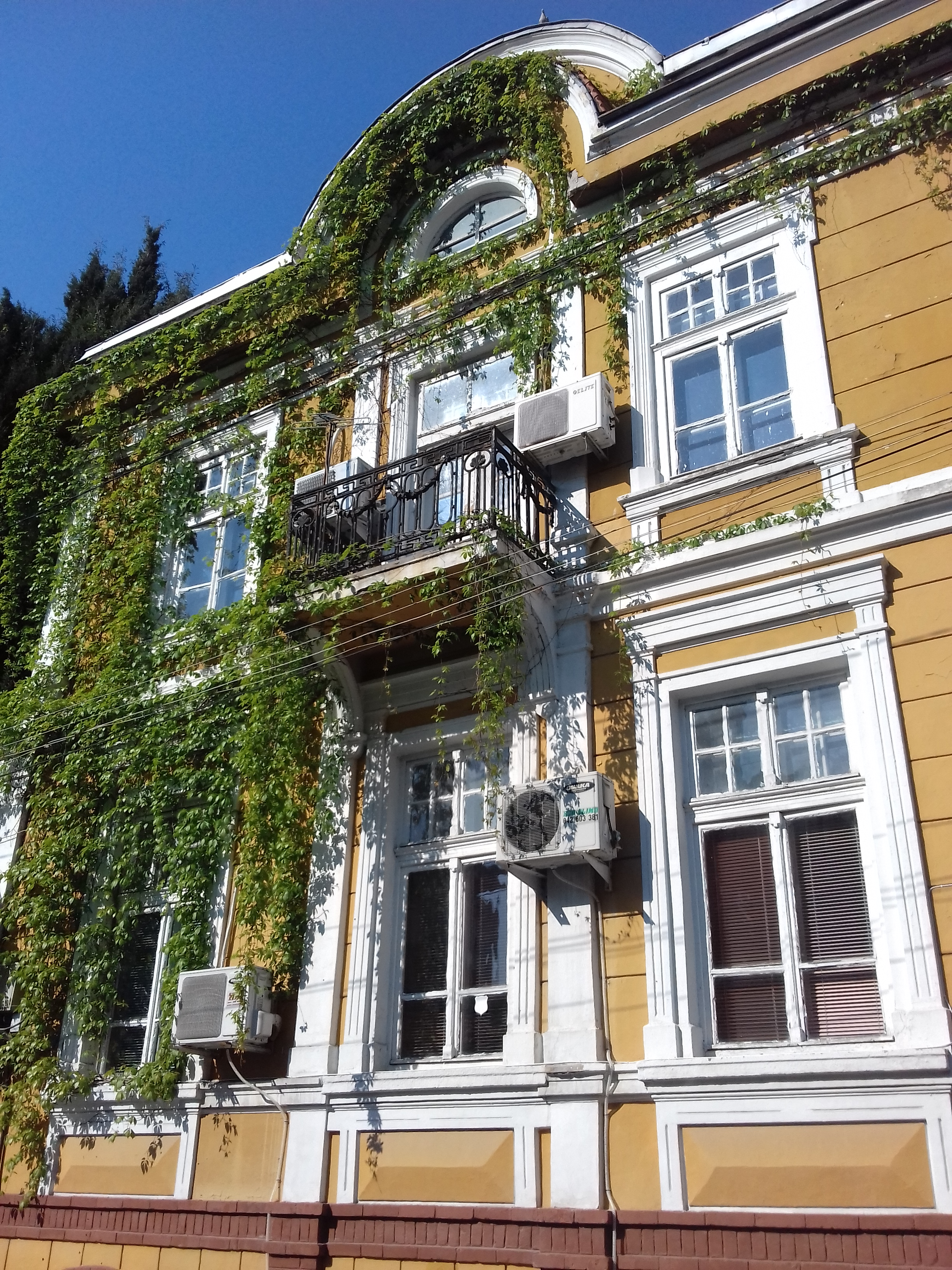
Het Huis van Chantsjevi (Къща на Ханчев)

- "De Verdedigers van Stara Zagora" (herdenkingscomplex uit 1977)
- Het herdenkingshuis van Geo Milev
- De zuidelijke poort van Augusta Trajana.
- Het Operahuis (gebouwd in 1925)
- De zendmast van Stara Zagora
- De Stara Zagora-zender, met een van de weinige Blaw-Knox-torens in Europa

## Sport
De plaatselijke betaaldvoetbalclub heet Beroe Stara Zagora, opgericht in 1917. In 1986 werd de club landskampioen van Bulgarije.

## Geboren
- Stefan Toshev (1859-1924), generaal
- Bogdan Filov (1883-1945), politicus en hoogleraar
- Iliana Ivanova (14 september 1975), politica en econome
- Zjivko Zjelev (23 juli 1979), voetballer
- Anelia (1 juli 1982), zangeres en singer-songwriter